# Turanogonia atra
Turanogonia atra är en tvåvingeart som först beskrevs av Robineau-desvoidy 1830.  Turanogonia atra ingår i släktet Turanogonia och familjen parasitflugor. Inga underarter finns listade i Catalogue of Life.